# Abacena
Abacena is een geslacht van vlinders uit de familie Noctuidae, de uilen.

## Soorten
- Abacena accincta Felder and Rogenhofer, 1874
- Abacena chorrera Schaus, 1916
- Abacena crassipalpis Schaus, 1916
- Abacena discalis Walker, 1865 (syn: Abacena palliceps); Felder and Rogenhofer, 1874)
- Abacena mundula Zeller, 1892
- Abacena plumbealis Walker, 1865
- Abacena rectilinea Hampson, 1918
- Abacena santucca Schaus, 1916
- Abacena stenula Schaus, 1916